# Lentille (géologie)
Pour les articles homonymes, voir Lentille.
En géologie, une lentille est un corps de minerai ou de roche épais au milieu et mince sur les bords, ressemblant à une lentille convexe en coupe transversale.
Les adjectifs « lenticulaires » et « lentiformes » sont utilisés pour décrire des formations semblables à des lentilles. Le terme lenticule est synonyme de lentille, mais peut également faire référence à un fragment de roche en forme de lentille. Ce terme est aussi utilisé pour les petites lentilles.
Une lentille peut également désigner une unité mineure dans une formation rocheuse, semblable à un membre mais généralement pas étalée sur une grande zone géographique. Dans cet usage, la lentille s'amincit vers ses bords.
Le litage lenticulaire (en) est une forme spéciale de mudrock interstratifié (en) et de grès ondulé à stratification croisée. Les lentilles ou ondulations dans les lits lenticulaires sont discontinues dans toutes les directions.